# Marton X/V
Die Marton X/V war ein ungarisches Jagdflugzeug-Projekt.

## Geschichte
Ende 1942 wurde die Marton X/V-01 (intern RMI-8) als schwerer Jäger projektiert, der Bau des Prototyps begann 1943. Die Auslegung mit doppelten Leitwerksträgern, Dreibeinfahrwerk sowie einem Zug- und einem Schubpropeller ähnelte der holländischen Fokker D.XXIII. Als Antrieb waren zwei Daimler-Benz DB 605 vorgesehen. Die Bewaffnung sollte aus einer 30-mm-Motorkanone, zwei schweren MGs im Bug sowie weiteren MGs in den Flächenwurzeln und den vorderen Enden der Leitwerksausleger bestehen. Wegen des Schubpropellers hinter der Pilotenkanzel war das Flugzeug mit einem Schleudersitz ausgerüstet. 1944 wurde das Flugwerk mit dem Kennzeichen XV+01 fertiggestellt, aber durch einen US-Bombenangriff am 13. April 1944 zerstört.

## Technische Daten
| Kenngröße             | Daten                                                          |
| --------------------- | -------------------------------------------------------------- |
| Besatzung             | 1                                                              |
| Länge                 | 10,2 m                                                         |
| Spannweite            | 11,8 m                                                         |
| Höchstgeschwindigkeit | 580 km/h (berechnet)                                           |
| Triebwerk             | 2 × Daimler-Benz DB 605A mit Startleistung 1.475 PS (1.085 kW) |
| Bewaffnung            | 1 × 20-mm- oder 30-mm-MK, diverse 12,7-mm-MG                   |